# Cardamine aschersoniana
Cardamine aschersoniana är en korsblommig växtart som beskrevs av Otto Eugen Schulz. Cardamine aschersoniana ingår i släktet bräsmor, och familjen korsblommiga växter. Inga underarter finns listade i Catalogue of Life.